# Jenaer Straße (Naumburg)

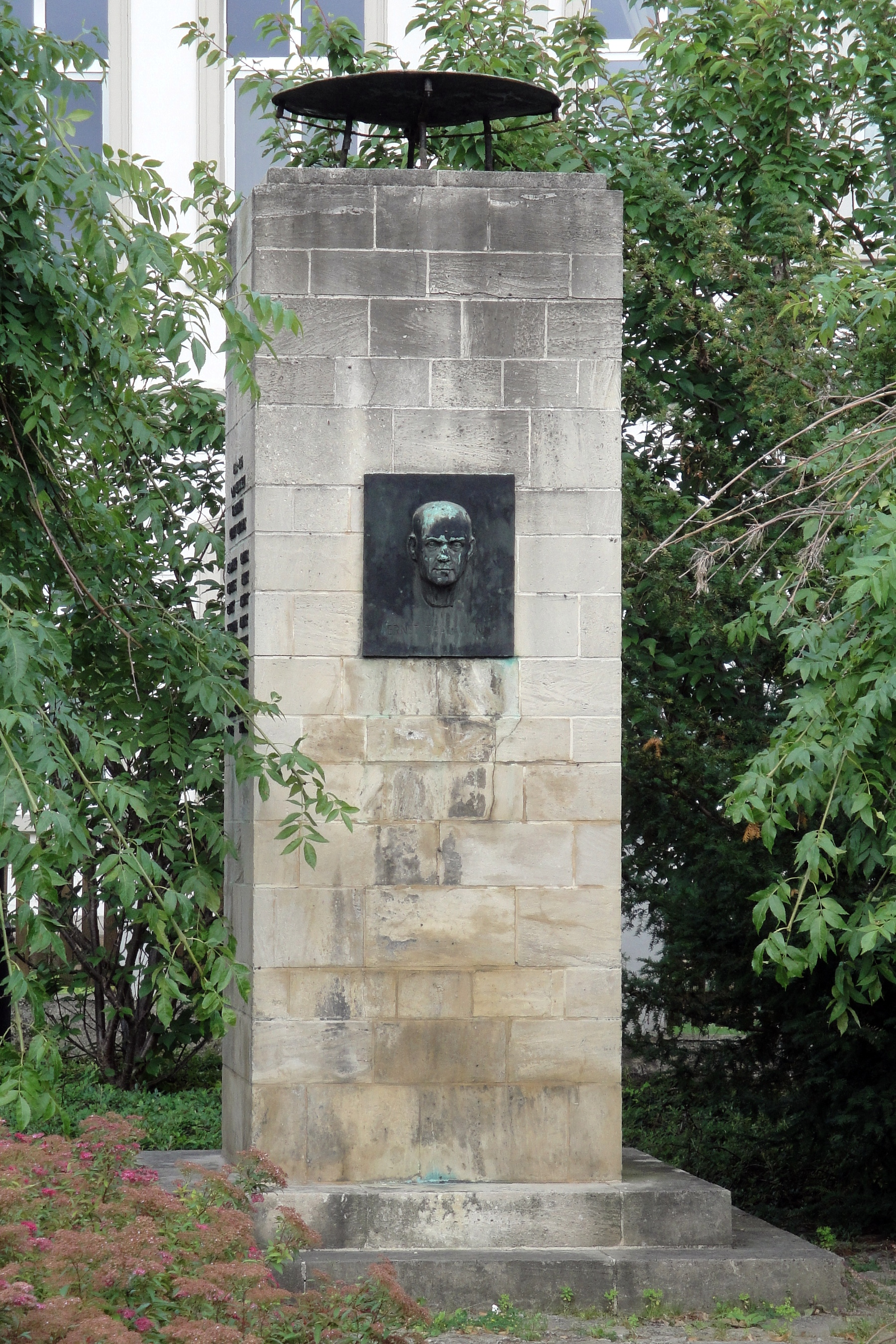
Ernst-Thälmann-Denkmal in Naumburg

In Naumburg (Saale) gibt es eine nach der Universitätsstadt Jena benannte Straße. Vom Salztor ausgehend führt die geschlängelte Jenaer Straße über den Kalten Hügel und dem Flemminger Weg vorbei. Die Straße führt in der Tat in Richtung Jena.
Die Jenaer Straße in Naumburg ist Teil der Bundesstraße 88. Weitere kreuzende Straßen sind die Dürerstraße, die Lepsiusstraße, Medlerstraße und die Lutherstraße.
An der Kreuzung Am Salztor zwischen Weimarer Straße und Jenaer Straße auf dem Kramerplatz vor dem Salztor befindet sich ein 1960 eingeweihtes Ernst-Thälmann-Denkmal, auf der Stele wurden die Namen der während des Kapp-Putsches gefallenen und jene in der NS-Zeit ermordeten Arbeiter und Angestellten angebracht. Die Inschriften lauten wie folgt:
1921 In den Märzkämpfen der revolutionären Arbeiterbewegung wurden von der Reaktion ermordet
K. Albrecht - Arbeiter P. Heese - Buchhändler K. Heinold - Arbeiter P. Heinrich - Arbeiter O. Hering - Arbeiter F. Jahr - Arbeiter A. Jahr - Arbeiter A. Nieske - Arbeiter P. Morchner - Arbeiter F. Neubert - Arbeiter E. Schurzfeld - Arbeiter H. Reinhardt - Arbeiter
Aber siegen werden wir doch! Ernst Thälmann
1933 - 1945 Vom deutschen Faschismus wurden ermordet
E. Assmann - Arbeiter E. H. Bethge - Lehrer G. Faber - Arbeiter J. Heinemann - Arbeiter H. Lessing - Angestellter R. Locker - Arbeiter A. Meissner - Arbeiter - Dr. Samter - Rechtsanwalt O. Wolf - Arbeiter
Symbolisch wurde das Denkmal mit dem Porträt von Ernst Thälmann versehen und damit primär ihm gewidmet, während die eigentlich bei den Kämpfen beteiligten Genannten dabei in den Hintergrund gerückt wurden. Dieses Denkmal steht auf der Liste der Kulturdenkmale in Naumburg (Saale)#Ratsvorstadt. Das trifft auch für einige Villen in dieser Straße zu.
Noch vor der Kurve zum Ortsausgang von Naumburg in Höhe Teufelsgraben befindet sich ein Weg von der Jenaer Straße zum Damaschkeplatz, benannt nach dem Reformer Adolf Damaschke, der dortigen Rollschuhbahn.